# John Priscu

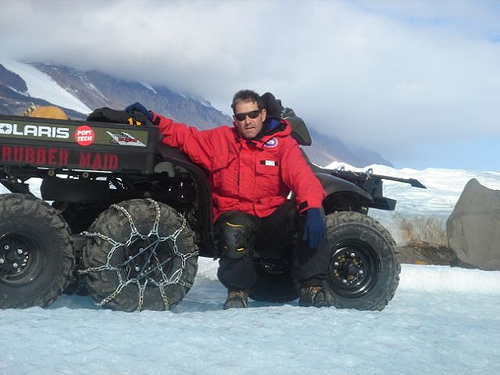
Priscu 2008 in der Antarktis

John Charles Priscu (* 20. September 1952) ist ein Geowissenschaftler und Ökologe an der Montana State University. Er studierte Mikrobiologie an der University of California und Limnologie an der University of Nevada, Las Vegas. Priscu ist ein international anerkannter Spezialist zum Leben unter extremen Umweltbedingungen, insbesondere in der Antarktis. Bekannt wurden seine Forschungen zum Wostoksee. Nach ihm sind der Priscu Stream und das Priscu Valley im ostantarktischen Viktorialand benannt.

## Mitgliedschaften
- The American Society of Limnology and Oceanography
- Phycological Society of America
- American Association for the Advancement of Science
- American Society for Microbiology
- American Geophysical Union

## Veröffentlichungen (Auszug)
- Hodson, A., A.M. Anesio, M. Tranter, A. Fountain, M. Osborn, J. C. Priscu, J. Laybourn-Parry, B. Sattler. 2007. Glacial ecosystems. Ecological Monographs. In Press.
- Priscu, J.C. and C.M. Foreman. 2007.  Lakes of Antarctica. Encyclopedia of Inland Waters. Elsevier Press. In Press.
- Barrett, J.E., R.A. Virginia, W.B. Lyons, J.C. Priscu, D.M. Mcknight, P.T. Doran, A.G. Fountain, D.H. Wall and D.L. Moorhead. 2007. Stoichiometric evolution of Antarctic dry valley ecosystems. J. Geophysical Research-Biogeochemistry. 112, G01010, doi:10.1029/2005JG000141.
- Jepsen, S.M, J.C. Priscu, R.E. Grimm, M.A. Bullock. 2007. The Potential for Lithoautotrophic Life on Mars: Application to Shallow Interfacial-Water Environments. Astrobiology, 7:342-354.
- Mikucki, J.A. and J.C. Priscu. 2007. Bacterial diversity associated with Blood Falls, A subglacial outflow from the Taylor Glacier, Antarctica. Applied and Environmental Microbiology, 73:4029-4039.

## Buchveröffentlichungen
- in Chyba, C. et al. 2005. Prevention of the Forward Contamination of Mars. The National Academies Press, Washington D.C. 167p.